# Istituto tecnico economico Enrico Tosi
L'Istituto tecnico economico Enrico Tosi è un istituto tecnico economico fondato nel 1951 e situato a Busto Arsizio, in provincia di Varese, nella zona nord del quartiere settentrionale di Beata Giuliana, al confine con Gallarate.

## Storia
Dopo la seconda guerra mondiale l'Italia, soprattutto settentrionale e della Lombardia occidentale, visse una ripresa postbellica particolarmente decisa che vide, nel territorio di Busto Arsizio, Gallarate e Legnano, la nascita di numerose aziende tessili. Queste industrie spesso superavano la domanda di posti di lavoro specializzati e nel 1951 l'Istituto Tecnico Tessile di Busto Arsizio (il futuro ITE Tosi) passò da istituzione privata a comunale per incentivare la formazioni di nuove figure professionali nel campo tessile e di ragionieri.
L'iniziativa partì da una lettera di Renato Spelta, novarese trasferitosi a Busto Arsizio, pubblicata sul quotidiano La Prealpina e indirizzata agli industriali cittadini per invitarli a sostenere la creazione di un istituto commerciale. Spelta trovò ampio sostegno da parte del sindaco Giovanni Rossini che aveva tra i suoi obiettivi una Busto Arsizio all'avanguardia anche in campo culturale oltre che industriale.
Era il 7 settembre 1951 quando il Consiglio Comunale di Busto Arsizio deliberò il passaggio dell'Istituto Tecnico Tessile al Comune e l'istituzione del primo anno dell'Istituto Tecnico Commerciale per Ragionieri. Alla fine dello stesso mese di settembre venne inaugurata a Busto Arsizio la prima Mostra del Tessile, alla quale fecero visita il sottosegretario all'industria e commercio Battista, il Presidente della Repubblica Luigi Einaudi, il ministro dei trasporti Piero Malvestiti e il sottosegretario all'artigianato Cingolati Guidi.
Questa fu solo una delle iniziative culturali che coinvolsero Busto Arsizio nel 1951. Tra le altre, la mostra personale del pittore Waifron Torresan, la prima edizione del Festival dell'Operetta al Teatro Sociale, un concerto del pianista Nikita Magaloff, l'inizio dell'attività della biblioteca comunale diretta da Giovanni Battista Roggia e la fondazione dell'associazione culturale La Famiglia Bustocca presieduta da Luigi Belotti, preside del neonato Liceo Scientifico Arturo Tosi.

### I primi anni della scuola
Il 1951-52 fu il primo anno per l'Istituto per Ragionieri con la Direzione di Renato Spelta, che copriva il suo incarico a titolo gratuito. Fu però il 3 giugno 1952 che il ministro della pubblica istruzione Antonio Segni autorizzò l'avviamento della prima classe dell'Istituto di Ragioneria da parte del Comune di Busto Arsizio.
Nel 1954 fu completata la prima attrezzatura tecnica per l'attività didattica pratica: si trattava di un gabinetto di merceologia rimborsato dal Comune al completamento dei lavori. L'onorevole Luigi Morelli fece legalizzare i corsi del nuovo Istituto Tecnico Commerciale dall'anno scolastico 1953-54 con un provvedimento retroattivo che sistemò la situazione dei primi due anni della scuola.

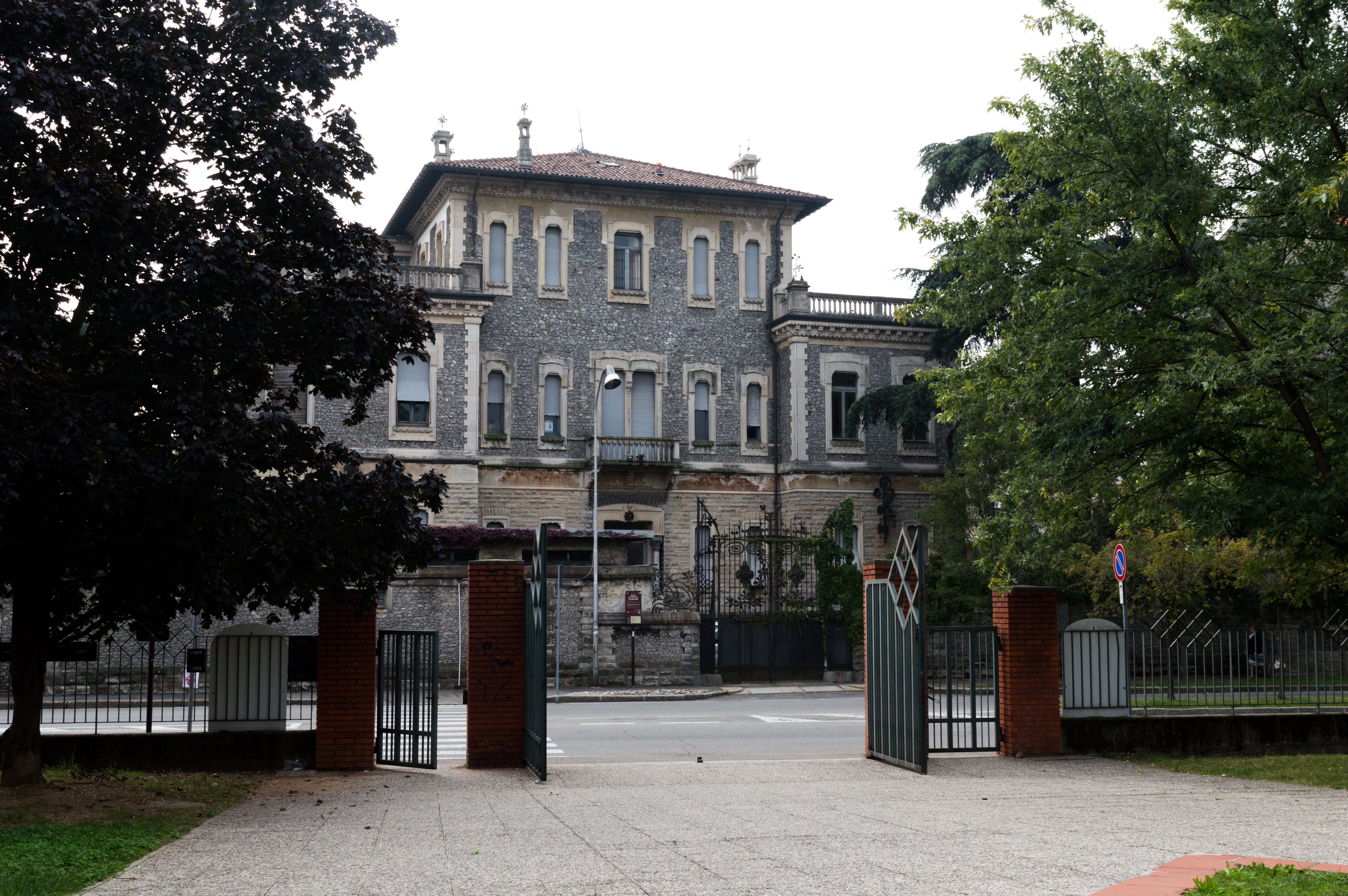
Villa Ottolini-Tovaglieri, sede della scuola negli anni 1960.

Nel 1953 Renato Spelta rassegnò le sue dimissioni e le classi furono spostate dagli spazi messi da lui a disposizione all'edificio che ospitava le scuole "Cipriano Facchinetti" in via Dante. La crescita della domanda di nuovi studenti per l'ITC fece arrivare alla Giunta Comunale la proposta di spostare la scuola nella Villa Ottolini-Tovaglieri di via Alessandro Volta; tuttavia, si scelse di assegnare questi spazi ad altre istituzioni cittadine. Si pensò dunque di realizzare un nuovo edificio in via Dante, accanto al Palazzo delle Poste, ma anche questa idea fu abbandonata, a causa di bisogni più impellenti nell'ambito dell'edilizia scolastica, soprattutto nei quartieri periferici. Si tornò quindi all'idea di spostare la scuola a Villa Ottolini-Tovaglieri, che nel frattempo non aveva visto la collocazione delle associazioni cittadine. Qui nel 1965 iniziarono i lavori di sistemazione per ospitare l'ITC.
Nel 1956 venne organizzata la prima edizione dei campionati di atletica leggera d'Istituto presso lo stadio Carlo Speroni. Nel frattempo la scuola si stava dotando di nuove infrastrutture tecniche come il laboratorio di fisica, quello di chimica e quelli di scienze naturali e geografia. Possedeva anche trenta macchine da scrivere per il corso di dattilografia e macchine per il corso di computistica. La biblioteca scolastica contava circa settecento volumi e l'abbonamento a dodici riviste

### L'Istituto negli anni 1960
La conclusione del primo quinquennio e la continua crescita qualitativa e quantitativa dell'Istituto portò dopo qualche anno, nel 1965, alla costituzione del primo consiglio di amministrazione dell'ITC composto da due rappresentanti del Ministero, uno dell'Amministrazione provinciale, uno dell'Amministrazione comunale, uno della Camera di Commercio e infine dal preside Vittorio Gallazzi, che assunse la funzione di Segretario del Consiglio. Lo stesso anno fu istituito un corso serale e l'8 giugno ci fu la statalizzazione dell'Istituto con valore retroattivo.
A partire dal 1963 si decise di assegnare delle borse di studio agli studenti meritevoli per valorizzare le eccellenze. Si trattava di dieci assegni di circa £ 10 000 a carico della scuola, variabili a seconda delle disponibilità di bilancio. Il Consorzio provinciale per l'Istruzione assegnava una sua borsa di studio allo studente più meritevole.
Il Sessantotto fece sentire i suoi effetti anche a Busto Arsizio: uno sciopero degli studenti del 13 dicembre 1968 fu seguito da una serie di richieste da parte degli stessi. Nonostante ciò, l'ITC Tosi fu tra le scuole che risentirono meno dei movimenti studenteschi.
Il numero di studenti aveva intanto superato le 600 unità, alcuni dei quali provenienti anche da Gallarate, ed era necessario pensare ad un nuovo edificio scolastico. L'Amministrazione Comunale rimase inerte di fronte a questa necessità e il Preside Vittorio Gallazzi a dicembre 1968 istituì un'Associazione dei Genitori che potesse dar voce alle famiglie degli alunni. La prima assemblea della nuova associazione si tenne l'8 marzo 1969 e vide la partecipazione di cinquanta genitori e dieci insegnanti. Un'altra novità della fine degli anni 1960 fu l'introduzione dell'inglese come prima lingua straniera declassando il francese a seconda lingua (questo in quanto nelle scuole medie, dove negli anni 1950 si studiava il francese, iniziavano ora a spostarsi sullo studio dell'inglese). Questa iniziativa fu effettiva a partire dall'anno scolastico 1969-70.

### Una nuova sede per l'Istituto
Nel 1970 gli studenti erano saliti a 830 unità. Già nel marzo 1968 il Comune aveva acquistato un terreno per la costruzione della nuova sede dell'Istituto, ubicato tra Busto Arsizio e Gallarate, in un'area della periferia nord della città. Nonostante questo e la messa a bilancio della Provincia di fondi per la nuova sede scolastica, non si videro effetti concreti. Il 21 gennaio 1970 l'Associazione dei Genitori scrisse una lettera ai genitori di tutti gli allievi. Nel mese di marzo fu prodotto un documento divulgato con locandine affisse nelle strade cittadine e rilanciato dalla stampa locale intitolato "Basta con le sole parole!", in riferimento alle promesse dell'Amministrazione Comunale mai mantenute. Tra il 1970 e il 1973 la scuola dovette far ricorso a ben tre succursali.
Nell'anno scolastico 1973-74 finalmente la scuola fu trasferita nell'attuale sede di Viale Stelvio.

### Gli anni 1970
Nel 1972 a Giovanni Rossini e Lorenzo Orefice fu conferita la medaglia d'oro ai benemeriti della scuola, della cultura e dell'arte dl Presidente della Repubblica Giuseppe Saragat su segnalazione del ministro della pubblica istruzione Riccardo Misasi per il suo importante contributo nella creazione dell'ITC Tosi.
Nel 1973 l'Istituto tecnico commerciale Enrico Tosi si fece promotore e organizzatore del "Premio Nazionale Giovanile di Cultura città di Busto Arsizio", approvato dal Provveditorato degli studi di Varese e patrocinato dal Comune di Busto Arsizio e dall'Unione Bustese degli Industriali con l'intento di «dare avvio ad una nuova dimensione culturale e sociale della scuola, in occasione della inaugurazione della nuova sede e della pubblicazione dell'annuario». Il premio prevedeva in origine quattro sezioni: poesia, saggistica, pittura e fotografia, ridotte successivamente alle prime due.

### Anni 1980 e 1990
L'anno scolastico 1979-80 vide il passaggio della presidenza della scuola da Vittorio Gallazzi a Benedetto Di Rienzo, il quale entrò ufficialmente in ruolo nel 1983. Nel 1980 il Ministero autorizzò una visita da parte degli studenti dell'Istituto presso la Commissione Europea e il Parlamento Europeo a Bruxelles e Strasburgo: fu questa la prima tappa della dimensione europea e internazionale che ancora oggi contraddistingue l'ITC Tosi.
La scuola fu la prima a Busto Arsizio e tra le prime a livello nazionale a organizzare un servizio di assistenza sanitaria scolastica, anche a causa delle carenze del settore sanitario pubblico, e l'istituzione di uno sportello di psicologia.
In questi anni la biblioteca scolastica era arrivata a contare oltre 20 000 volumi, che portava la scuola al primo posto per quantità e qualità degli investimenti nel settore bibliotecario.
Nel 1991 nasceva il giornale d'istituto E.T. Prospettive, ancora oggi pubblicato periodicamente.
A partire dalla fine degli anni 1980 gli studenti e i docenti della scuola hanno preso parte attiva a diversi eventi, concorsi, mostre, progetti e convegni di livello nazionale e internazionale, come ad esempio il concorso indetto nel 1994 dal ministro della funzione pubblica Sabino Cassese rivolto alle scuole superiori e avente come oggetto progetti che potessero snellire la burocrazia e migliorare il servizio ai cittadini. L'ITC Tosi fu tra le scuole premiate grazie al progetto di un sistema per la rilevazione elettronica delle assenze, successivamente esportato in molti altri istituti.
Altra iniziativa di spicco fu quella della didattica multimediale: la scuola era coordinatrice europea del progetto SALC (Self Access Learning Centre) e centro di formazione permanente nell'ambito del progetto SOFIA (Sistema Organizzativo Flessibile di Insegnamento Aperto).
Un'altra innovazione senza precedenti nella scuola italiana arrivò nel 1999: l'Istituto assegnò ad ogni singolo studente un indirizzo email da poter utilizzare sia a scuola che a casa e una smart card per il controllo di navigazione e di uso del computer che avvenivano in ambito scolastico.